# Sphaerospira mitifica
Sphaerospira mitifica är en snäckart som först beskrevs av Tom Iredale 1933.  Sphaerospira mitifica ingår i släktet Sphaerospira och familjen Camaenidae. Inga underarter finns listade i Catalogue of Life.